# Raphael Patai
Raphael Patai (hebr. רפאל פטאי; ur. 22 listopada 1910 w Budapeszcie, zm. 20 lipca 1996 w Tucson), urodzony jako Ervin György Patai – węgiersko-żydowski etnograf, historyk, orientalista i antropolog.
Badacz antropologii żydowskiej i arabskiej. Koncentrował się na rozwoju kultury starożytnych Hebrajczyków i Izraelitów, historii i kulturze Żydów oraz na antropologii Bliskiego Wschodu. Jest autorem setek prac naukowych i kilkudziesięciu książek.

## Działalność naukowa
Profesor wizytujący na wielu uniwersytetach, m.in. Columbia, University of Pennsylvania, New York University, Princeton oraz Ohio State. Profesor antropologii w Dropsie College (1948–1957) i na Fairleigh Dickinson University (od 1966 do emerytury). Na prośbę ONZ kierował projektem badań nad Syrią, Libanem i Jordanią dla organizacji Human Relations Area Files (1955–1956). Założyciel Palestyńskiego Instytutu Folkloru i Etnologii (1944) i następnie dyrektor ds. badań. Dyrektor naukowy programu studiów nad folklorem żydowskim w Gerard Behar Center. Stypendysta Viking Fund for Anthropological Research.

## Nagrody i wyróżnienia
Wyróżniony Nagrodą Bialika wspólnie z Moshe Zvi Segal w kategorii myśl żydowska (1936).

## Publikacje

### Prace zbiorowe
- Raphael Patai, Emanuel S. Goldsmith: Events and Movements in Modern Judaism. New York: Paragon House, 1995. Brak numerów stron w książce
- József Patai, Raphael Patai: Souls and Secrets: Hasidic stories. Northvale, N.J.: J. Aronson, 1995. Brak numerów stron w książce
- Erich Brauer, Raphael Patai: The Jews of Kurdistan. Detroit: Wayne State University Press, 1993. Brak numerów stron w książce
- Ignác Goldziher, Raphael Patai: Ignaz Goldziher and his Oriental diary: A translation and psychological portrait. Detroit: Wayne State University Press, 1987. Brak numerów stron w książce
- Robert Graves, Raphael Patai: Hebrew myths: The book of Genesis. New York: Greenwich House, 1983. Brak numerów stron w książce
- Raphael Patai, Eugene Rosow, Vivian Kleiman: The vanished worlds of Jewry. London and New York: Weidenfeld and Nicolson, 1981. Brak numerów stron w książce
- Raphael Patai, Jennifer Patai: The Myth of the Jewish race. New York: Scribner, 1975. Brak numerów stron w książce
- Raphael Patai, Francis Lee Utley, Dov Noy: Studies in Biblical and Jewish folklore. New York: Haskell House Publishers, 1973. Brak numerów stron w książce

### Prace zbiorowe – dostępne w języku polskim
- Robert Graves, Raphael Patai: Mity hebrajskie: Księga Rodzaju. Warszawa: Wydawnictwo Cyklady, 1993, s. 334. ISBN 83-900592-1-5.

### Prace własne
- Arab Folktales from Palestine and Israel. Detroit: Wayne State University Press, 1998. Brak numerów stron w książce
- The Children of Noah: Jewish seafaring in ancient times. Princeton: N.J.: Princeton University Press, 1998. Brak numerów stron w książce
- Jadåid al-Islām: The Jewish „new Muslims” of Meshhed. Detroit: Wayne State University Press, 1997. Brak numerów stron w książce
- The Jewish Mind. Detroit: Wayne State University Press, 1996. Brak numerów stron w książce
- The Jews of Hungary: History, culture, psychology. Detroit: Wayne State University Press, 1996. Brak numerów stron w książce
- The Jewish Alchemists: A history and source book. Princeton, N.J.: Princeton University Press, 1994. Brak numerów stron w książce
- Thinkers and teachers of modern Judaism. New York, N.Y.: Paragon House, 1994. Brak numerów stron w książce (with Emanuel S. Goldsmith)
- The Hebrew Goddess. Wyd. 3. Detroit, Mich.: Wayne State University Press, 1990. Brak numerów stron w książce
- The Myth of the Jewish Race. Detroit: Wayne State University Press, 1989. Brak numerów stron w książce (with Jennifer Patai)
- Gates to the Old City: A book of Jewish legends. Northvale, N.J.: J. Aronson, 1988. Brak numerów stron w książce
- Apprentice in Budapest: Memories of a world that is no more. Salt Lake City: University of Utah Press, 1988. Brak numerów stron w książce
- Nahum Goldmann: His missions to the Gentiles. University, Alabama: University of Alabama Press, 1987. Brak numerów stron w książce
- The Seed of Abraham: Jews and Arabs in contact and conflict. Wyd. 1. Salt Lake and New York: Scribner and UUP, 1987. Brak numerów stron w książce
- The Kingdom of Jordan. Westport, Conn.: Greenwood Press, 1984. Brak numerów stron w książce
- The Arab Mind. New York: Scribner with introduction by Norvell de Atkine, Hatherleigh Press, 2002. Brak numerów stron w książce
- On Jewish folklore. Detroit: Wayne State University Press, 1983. Brak numerów stron w książce
- Gates to the Old City: A book of Jewish legends. New York and Detroit: Avon and Wayne State University Press, 1981. Brak numerów stron w książce
- The Messiah texts. New York and Detroit: Avon and Wayne State University Press, 1979. Brak numerów stron w książce
- Jordan, Lebanon, and Syria: An annotated bibliography. Westport, Conn: Greenwood Press, 1973. Brak numerów stron w książce
- Tents of Jacob: The Diaspora, Yesterday and Today. Englewood Cliffs, N.J.: Prentice Hall, 1971. Brak numerów stron w książce
- Encyclopedia of Zionism and Israel. New York: Herzl Press, 1971. Brak numerów stron w książce
- Essays in Zionist history and thought. New York: Herzl Press, 1971. Brak numerów stron w książce
- The Hebrew goddess. New York: KTAV Publishing House, 1968. Brak numerów stron w książce Przedruk ze wstępem autorstwa Merlin Stone
- Golden River to Golden Road: Society, culture, and change in the Middle East. Wyd. 2. Philadelphia: University of Pennsylvania Press, 1967. Brak numerów stron w książce
- Women in the modern world. New York: Free Press, 1967. Brak numerów stron w książce
- Sex and the Family in the Bible and the Middle East. Garden City, N.Y: Doubleday, 1959. Brak numerów stron w książce
- The Kingdom of Jordan. Princeton: Princeton University Press, 1958. Brak numerów stron w książce
- Man and Temple in Ancient Jewish Myth and Ritual. New York: Nelson, 1947. Brak numerów stron w książce

### Autobiografia
- Raphael Patai: Journeyman in Jerusalem: Memories and Letters 1933-1947. Lanham, MD: Lexington Books, 2000. Brak numerów stron w książce